# Като шеф
„Като шеф“ (на английски: Like a Boss) е американска комедия от 2020 година на режисьора Майкъл Артета, по сценарий на Адам Коул-Кели, във филма участват Тифани Хадиш, Роуз Бърн и Салма Хайек. Филмът е разпространен от Парамаунт Пикчърс.

## Актьорски състав
| Актьор            | Роля                            |
| ----------------- | ------------------------------- |
| Тифани Хадиш      | Мия Картър                      |
| Роуз Бърн         | Мел Пейдж                       |
| Салма Хайек       | Клеър Луна                      |
| Дженифър Кулидж   | Сидни, служителка на Мел и Мия  |
| Били Портър       | Барет, служител на Мел и Мия    |
| Наташа Ротуел     | Джил, приятелка на Мел и Мия    |
| Джесика Клеър     | Ким, приятелка на Мел и Мия     |
| Ари Грейнър       | Анджела, приятелка на Мел и Мия |
| Джими О. Йанг     | Рон                             |
| Райън Хенсън      | Грег                            |
| Джейкъб Латимор   | Лари                            |
| Лиса Кудроу       | Шей Уитмор                      |
| Вероника Меръл    | Лола                            |
| Ванеса Меръл      | Лейла                           |
| Каролин Арапоглоу | Брук                            |
| Сет Ролинс        | Байрън                          |